# Guerra civile in Somalia
La guerra civile somala è un conflitto scoppiato nel 1986 in Somalia, e tuttora in corso, che abbraccia nel suo complesso quattro fasi distinte:
- dal 1986 al 1991, comprendente la fase della rivolta contro il regime di Siad Barre, al potere dal 1969;
- dal 1991 al 2006, vede fronteggiarsi i signori della guerra locali che, nella fase più cruenta del conflitto (1991-1996), ha come principali antagonisti il presidente ad interim Ali Mahdi e il generale Aidid (il successivo periodo di transizione, che ha condotto prima ad un governo nazionale di transizione e poi ad un governo federale di transizione);
- dal 2006 al 2009, vede l'intervento delle forze armate dell'Etiopia a favore del Governo federale di transizione somalo nella sua lotta contro i ribelli dell'Unione delle corti islamiche
- dal 2009, vede opposti al governo internazionalmente riconosciuto i gruppi di Al-Shabaab e dello stato Islamico, legati al terrorismo islamista.

Nel 1992, la grave crisi umanitaria che stava sconvolgendo la Somalia indusse le Nazioni Unite ad un intervento armato nella regione, concretizzatosi con le missioni UNOSOM I (1992), UNITAF (1992-1993)  e UNOSOM II (1993-1995); i caschi blu, tuttavia, non raggiunsero l'obiettivo di riappacificare il paese, di fatto divenuto uno Stato fallito.
Altri motivi di conflitto riguardano poi le contese territoriali fra entità statali non riconosciute; prima fra tutti la disputa Somaliland-Puntland.
Nel 2006 l'Unione Africana, al fine di favorire la riconciliazione tra le varie fazioni in lotta, ha istituito la missione AMISOM. Successivamente, nel 2011, è stata avviata l'operazione Linda Nchi, condotta dalle forze somale in collaborazione con forze multinazionali, mentre, nell'agosto 2014, il governo ha dato il via all'operazione Oceano Indiano con lo scopo di riconquistare gli ultimi territori controllati dai ribelli.
Secondo le stime, dal 1991 sono morte a causa del conflitto circa 500 000 persone. Armed Conflict Location e Event Dataset stima che circa 3 300 persone furono uccise nel 2012, mentre nel 2013 le perdite furono 3150.

## La guerra con l'Etiopia
Il presidente somalo Siad Barre, aveva preso il potere da capo dell'esercito, con un colpo di Stato nell'ottobre 1969, dopo che era stato assassinato il presidente eletto, e instaurato un regime autoritario marxista-leninista filosovietico.
Nel luglio 1977, Barre volendo unificare le terre abitate da somali nella "Grande Somalia", ruppe la storica alleanza con l'URSS, invadendo la regione etiope dell'Ogaden, abitata da somali. L'Etiopia comunista del Derg, tuttavia, respinse l'esercito somalo nel marzo 1978. A seguito della sconfitta, nel 1978, diversi ufficiali dell'esercito somalo ed esponenti del Governo ordirono un tentativo di golpe contro Barre, represso con uccisioni sommarie. Diversi ufficiali ribelli riuscirono tuttavia a fuggire all'estero, fondando il Fronte Democratico di Salvezza Somalo (FDSS), primo di una serie di gruppi ribelli che intendevano rimuovere Barre con la forza.

## La rivolta contro Siad Barre (1986-1991)

### Il declino di Siad Barre

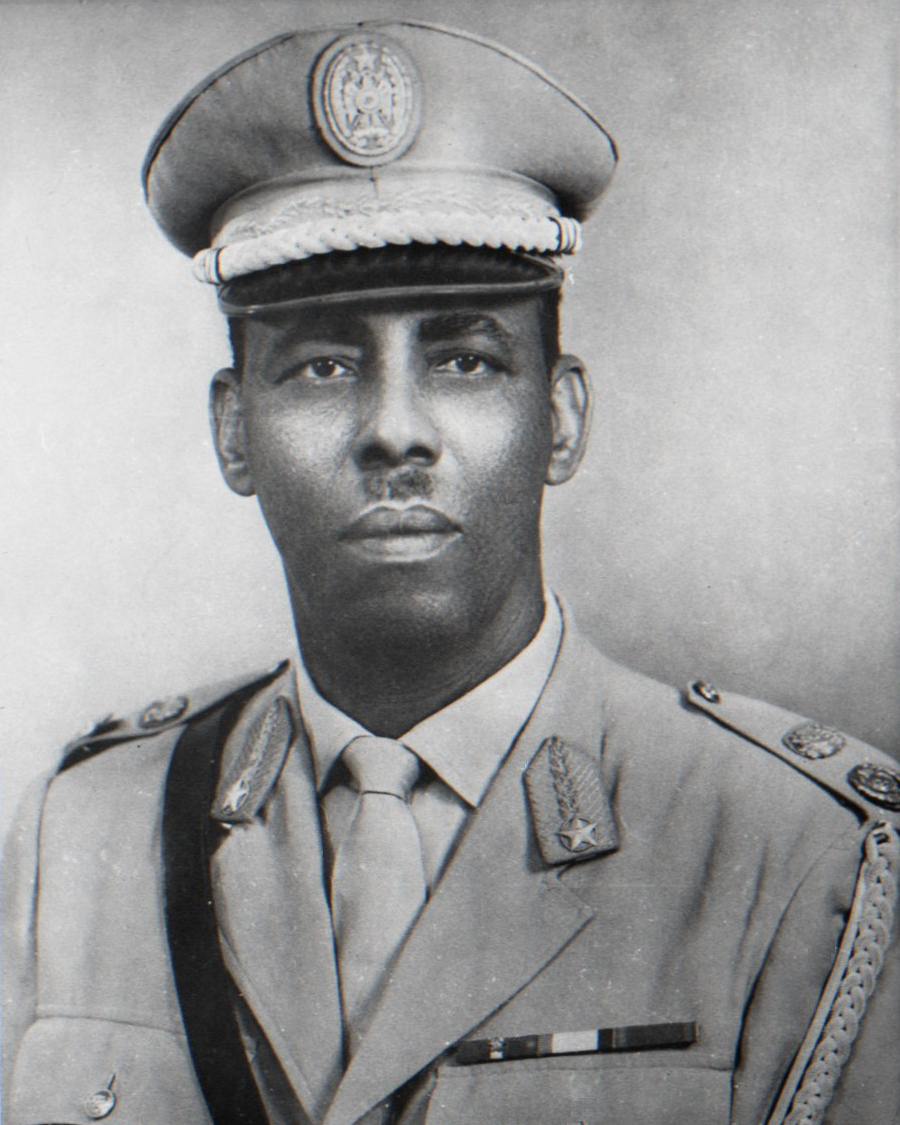
Siad Barre

Il 23 maggio 1986, a seguito di un tamponamento con un autobus, il presidente Barre rimase gravemente ferito, e fu costretto a restare per diversi mesi in cura in un ospedale saudita. Durante la degenza il vicepresidente, gen. Muhammad Ali Samatar, governò ad interim in sua vece. Tali circostanze riuscirono comunque a mettere in dubbio la candidatura unica di Barre alle elezioni presidenziali previste per il 23 dicembre: le speculazioni indicarono come possibili contendenti alla successione lo stesso vicepresidente Samatar e il Ministro dell'Interno (nonché genero di Barre), gen. Ahmed Suleiman Abdile.
Per mantenere il suo potere, dunque, Barre divenne ancor più autoritario ed arbitrario, fatto che determinò un incremento dei disordini da parte dei ribelli. Accanto al Fronte Democratico di Salvezza Somalo, operante nel Puntland, un altro gruppo di ribelli fondò nel 1987 il Congresso della Somalia Unita, mentre gli indipendentisti del Somaliland fondarono il Movimento Nazionale Somalo. Altri gruppi ribelli sorsero per iniziativa del governo comunista del Derg dell'Etiopia. Falliti gli appelli al nazionalismo, Barre si affidò sempre più alla sua cerchia, autorizzando a partire dal 1988 interventi delle forze armate non soltanto contro i gruppi ribelli, ma contro le stesse comunità locali che si riteneva li supportassero, soprattutto nelle regioni del nord, sfruttando le storiche rivalità tra i clan. La repressione si avvalse anche di bombardamenti, come quello del 1988 su Hargeisa, roccaforte del Movimento Nazionale Somalo.

### La caduta di Siad Barre (1990-1991)
Nel maggio 1990, oltre 100 esponenti politici somali, capeggiati da Aden Abdulla Osman, primo Presidente della Somalia indipendente, firmarono un manifesto chiedendo la cessazione delle ostilità e il ritiro di Barre dal potere. Molti dei firmatari furono successivamente arrestati. L'inasprirsi della repressione ebbe il solo effetto di riunire il fronte eterogeneo dei ribelli nell'obiettivo comune della caduta del regime.
Anche nella capitale Mogadiscio vi furono scontri tra i clan sostenitori di Barre e quelli a lui contrari, riunitisi in comitati di difesa. Nel luglio del 1990, in occasione di una partita di calcio allo stadio della Capitale, Barre fece aprire il fuoco sugli spettatori perché questi avevano manifestato rumorosamente il loro dissenso verso il dittatore. 
Nel dicembre 1990, gli scontri si ampliarono con la partecipazione dei ribelli del Congresso della Somalia Unita (USC) a sostegno dei comitati popolari di difesa, e dell'unità d'élite della Guardia Presidenziale dei Berretti Rossi a fianco dei clan sostenitori di Barre. Dopo un mese di scontri, la sera del 27 gennaio 1991 i ribelli dell'USC asserragliarono Barre presso Villa Somalia e lo costrinsero alla fuga alla volta di Chisimaio, e quindi all'isola keniota di Lamu.
Il 29 gennaio, Il Congresso della Somalia Unita, che aveva destituito Barre, nominò come Presidente della Repubblica il proprio leader Ali Mahdi Mohamed.
Siad Barre venne destituito e riparò nel sud ovest del paese, in una regione controllata da suo genero Mohamed Said Hersi. Da lì tentò due volte di riprendere il potere su Mogadiscio, ma il generale Aidid ne decretò l'esilio nel maggio del 1992.
Nonostante la fuga di Barre, gli scontri tra i ribelli e i contro-rivoluzionari, che cercavano di ristabilire nuovamente Barre al potere, proseguirono, portando a una situazione sempre più violenta e caotica prossima a uno stato di anarchia, specialmente al sud, per sfuggire alla quale la regione nord-occidentale del Paese, il Somaliland, si dichiarò indipendente, ma la sua sovranità non fu internazionalmente riconosciuta.

### Il ruolo dell'Italia
L'Italia, durante i governi di Bettino Craxi negli anni 1980, aveva rinsaldato i rapporti con il regime di Barre, con affari non sempre trasparenti, come finanziamenti occulti e tangenti fatte passare per aiuti umanitari, come i 400 miliardi di lire per la cooperazione allo sviluppo versati al governo somalo nel 1986 dal sottosegretario agli Esteri Francesco Forte in qualità di commissario del Fondo Aiuti Italiani.
Fu a suo tempo evidenziato come la Somalia fosse divenuta "una riserva di caccia per politici e faccendieri". Ad esempio, giunse alle cronache la vicenda di sei pescherecci italiani donati come aiuti allo sviluppo ad una società di diritto pubblico somala, la Shifco, ma entrati in possesso di un imprenditore italo-somalo, Omar Said Mugne. Almeno uno di questi pescherecci, il 21 Ottobre, sarebbe stato al centro di un traffico internazionale di armi e di rifiuti tossici, cui secondo alcuni sarebbe collegato anche un grave incidente navale avvenuto nel porto di Livorno nel 1991, e l'uccisione, durante un'imboscata a Balad, del sottoufficiale del SISMI Vincenzo Li Causi, che avrebbe dovuto fare ritorno in Italia il giorno seguente per rendere dichiarazioni davanti all'autorità giudiziaria riguardo alla questione dei traffici illeciti di armi. Sulla vicenda avrebbero cercato di far luce anche la giornalista Ilaria Alpi e l'operatore Miran Hrovatin, uccisi il 20 marzo 1994 nei pressi dell'ambasciata italiana a Mogadiscio, dove erano giunti dopo aver intervistato sui traffici di armi e di rifiuti tossici tra Italia e Somalia il signore della guerra di Bosaso, Abdullahi Mussa Bogor.
A seguito della caduta di Barre, il Governo di Giulio Andreotti ricevette l'invito ufficiale di Ali Mahdi per avviare una nuova fase della cooperazione bilaterale, ed inviò il sottosegretario agli Esteri Andrea Borruso per verificarne le condizioni. Tuttavia il generale somalo Aidid impedì l'atterraggio del diplomatico italiano all'aeroporto di Mogadiscio, costringendolo ad atterrare a Nairobi. La figlia del generale, Faduma Aidid, dichiarò in un'intervista che la diffidenza verso l'Italia fosse dovuta al sostegno al regime di Barre, sostenendo che Craxi avesse ordito un complotto contro il padre al fine di riportare Barre al potere. Un altro possibile motivo di contrasto avrebbe riguardato una causa per insolvenza intentata dallo stesso Aidid al tribunale civile di Milano contro Paolo Pillitteri, Presidente della Camera di commercio italo-somala, e lo stesso Craxi, per il mancato pagamento della quota pattuita alla Camera di commercio di Mogadiscio, presieduta da Ali Hashi Dorre, genero di Aidid; il tribunale avrebbe rigettato la richiesta somala e trasmesso gli atti alla procura per accertarne eventuali elementi di rilevanza penale. Accanto all'azione diplomatica del sottosegretario Borruso, della DC, si affiancò comunque un'azione diplomatica parallela del PSI attraverso il deputato Mario Raffaelli.

## Gli scontri tra i signori della guerra (1991-2000)

### Il Congresso della Somalia Unita e gli altri gruppi armati
All'interno del Congresso della Somalia Unita, la leadership di Ali Mahdi Mohamed e il controllo della capitale Mogadiscio fu contesa dalla fazione rivale guidata dal gen. Mohammed Farah Aidid, aprendo una nuova fase di scontri interni al fronte dei ribelli. Peraltro l'effettivo controllo del Congresso era limitato alla capitale Mogadiscio ed alla circostante regione del Benadir, mentre il resto della Somalia era controllato da diversi gruppi armati, risultanti dalla disgregazione dell'esercito somalo in diverse forze irregolari che si unirono con le milizie locali dei clan. 

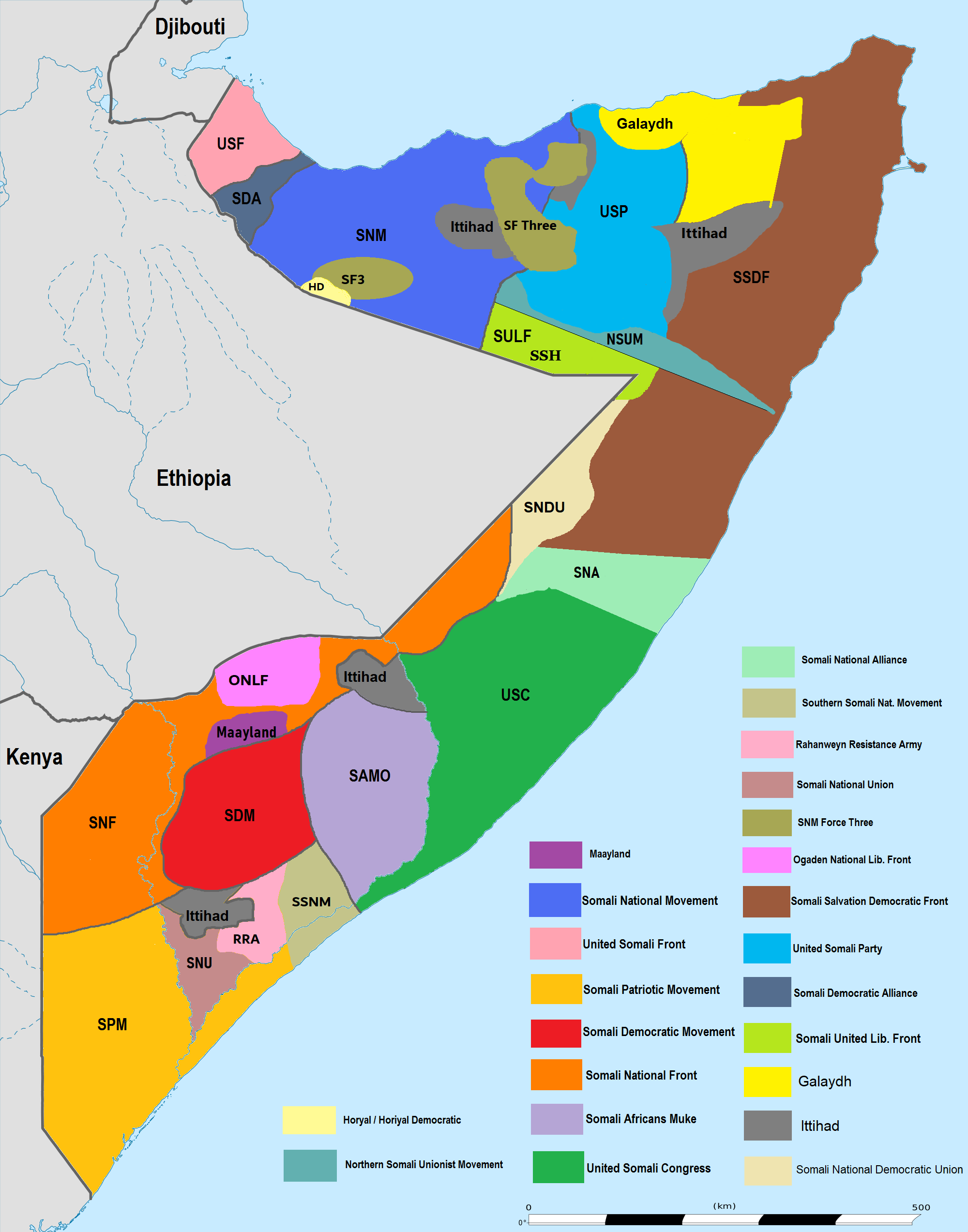
Fazioni armate in Somalia nel 1992

I principali gruppi armati che si spartirono la Somalia all'indomani della caduta del regime furono i seguenti:
- Congresso della Somalia Unita (United Somali Congress - USC), che aveva guidato la lotta contro il regime, le cui figure di spicco furono il capo politico del movimento Ali Mahdi Mohamed e il capo dell'ala militare, gen. Mohammed Farah Aidid; nel giugno 1992, questi si separò fondando l'Alleanza Nazionale Somala (Somali National Alliance - SNA);
- Organizzazione Muki degli Africani Somali (Somali Africans Muke Organization - SAMO);
- Movimento Democratico Somalo (Somali Democratic Movement - SDM), di Abdulkadir Mohamed Aden, del colonnello Mohamed Nur Aliyow (filo Aidid) e di Abdi Muse Mayow (filo Ali Mahdi);
- Fronte Nazionale Somalo (Somali National Front - SNF), costituito dagli ex fedelissimi di Siad Barre e guidato da Mohammed Said Hersi Morgan (con una fazione dissidente guidata dal generale Omar Haji Masalle), che controllava la regione meridionale al confine con l'Etiopia e il Kenya;
- Movimento Patriottico Somalo (Somali Patriotic Movement - SPM) dell'ex Ministro della Difesa sotto Barre, Aden Abdullahi Nur Gabyow, che controllava la regione meridionale dell'Oltregiuba, e nel 1992 si fuse con la SNA di Aidid.

Nella regione settentrionale del Puntland vi erano poi:
- Fronte Democratico di Salvezza Somalo (Somali Salvation Democratic Front - SSDF), guidato da Abdullahi Yusuf Ahmed, che si sarebbe proclamato nel 1998 Presidente del Puntland;
- Partito Somalo Unito (United Somali Party - USP) di Mohamed Abdi Hashi (futuro Presidente del Puntland nel 2004-05).

Nell regione nord-occidentale del Somaliland vi erano infine:
- Movimento Nazionale Somalo (Somali National Movement - SNM), il cui portavoce, Abdirahman Ahmed Ali Tur, si proclamò Presidente del Somaliland;
- Alleanza Democratica Somala (Somali Democratic Alliance - SDA);
- Fronte Somalo Unito (United Somali Front - USF).

### Le conferenze di Gibuti e la guerra civile
Per risolvere gli scontri a Mogadiscio tra le due fazioni rivali interne al Congresso della Somalia Unita, furono convocate a Gibuti una prima conferenza di pace nel giugno 1991 e una seconda conferenza dal 15 al 21 luglio.
Le conferenze confermarono la Presidenza di Ali Mahdi Mohamed, e venne raggiunta un'intesa per il coinvolgimento di tutti i clan del Paese nella formazione di un Governo transitorio. Per scongiurare il boicottaggio della conferenza da parte del generale Aidid, uno dei maggiori contendenti, i delegati del clan hauia furono scelti dal sottoclan degli Habr Ghedir, cui apparteneva Aidid, piuttosto che da quello degli Abgal, cui apparteneva Ali Mahdi. Ciò non servì tuttavia ad evitare che Aidid disertasse la conferenza e non ne riconoscesse le conclusioni. In seguito, tuttavia, fu raggiunto un accordo separato con Aidid, che acconsentì a riconoscere la Presidenza ad Ali Mahdi, ottenendo in cambio la nomina a Segretario del Congresso e la Presidenza del Parlamento.
Per tenere conto di tutti i clan presenti in Somalia, alla fine il Governo provvisorio risultò composto da circa ottanta Ministri.
A novembre, tuttavia, l'ala politica del Congresso della Somalia Unita convocò l'assemblea per destituire Aidid da Segretario, pur non riuscendo a raggiungere il numero di firme necessario. Il 17 novembre, inoltre, a seguito del tentativo del Presidente Ali Mahdi di liberare l'aeroporto di Mogadiscio dalle forze del gen. Aidid, questi scatenò un'efficace controffensiva, occupando Radio Mogadiscio e dando inizio alla guerra civile. Il giorno seguente buona parte di Mogadiscio era sotto il controllo delle forze del generale Aidid. Anche l'ambasciata italiana in Via Alto Giuba fu catturata ed il personale fu sequestrato, ma non l'ambasciatore Mario Sica, che si trovava già a Nairobi.

### L'intervento delle Nazioni Unite

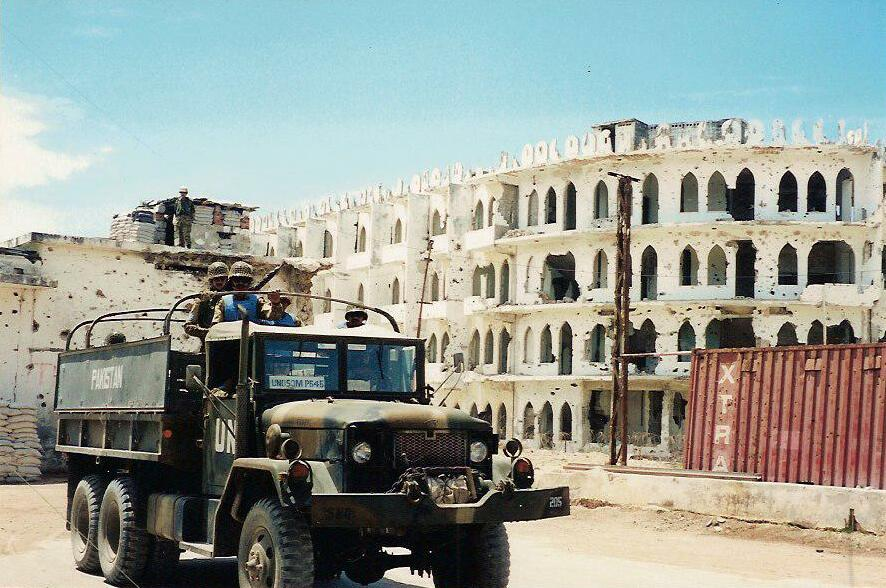
Truppe pakistane presso il Curuba hotel

Il 3 gennaio 1992, l'inviato speciale dell'ONU, James Jonah, giunse a Bali Dogle, cittadina a 140 km a nord-ovest di Mogadiscio, per ricercare una mediazione al conflitto..
Il 23 gennaio, il Consiglio di sicurezza delle Nazioni Unite, con la risoluzione 733 stabilì un embargo su tutte le spedizioni di armi per la Somalia ed autorizzò il Segretario generale Boutros-Ghali a prendere contatto con tutte le parti coinvolte nel conflitto per ottenere la cessazione delle ostilità e consentire la distribuzione degli aiuti umanitari.
Il 14 febbraio Ali Mahdi e Aidid firmarono un impegno per la cessazione delle ostilità, formalizzato il 3 marzo in una vera e propria tregua, che consentì la distribuzione di aiuti umanitari alla popolazione, minacciata dalla carestia. Dallo scoppio nel novembre 1991, il conflitto aveva infatti provocato la morte di 40'000 persone.
Le successive risoluzioni 746, del 17 marzo 1992, e 751, del 27 aprile 1992, autorizzarono l'invio di un'équipe tecnica e di cinquanta osservatori dell'ONU per sovrintendere il rispetto dell'accordo, con la missione UNOSOM I. Nel giugno 1992 intanto il generale Aidid si separò definitivamente dal CSU, riunendo nell'Alleanza Nazionale Somala tutte le fazioni armate a lui fedeli.
A luglio, gli inviati arrivarono in Somalia, a Mogadiscio e a Berbera, mentre la risoluzione 767, del 27 luglio, definì la ripartizione delle zone d'intervento.
Ad agosto iniziò un ponte aereo per la consegna di aiuti umanitari alla popolazione da parte di truppe di Italia, Francia e Stati Uniti; a settembre cominciarono ad arrivare anche gli aiuti dell'ONU. Il Presidente Ali Mahdi e il Ministro degli Esteri Haji Mohamed Hashi Haile invitarono ufficialmente l'Italia a svolgere un ruolo di mediazione.

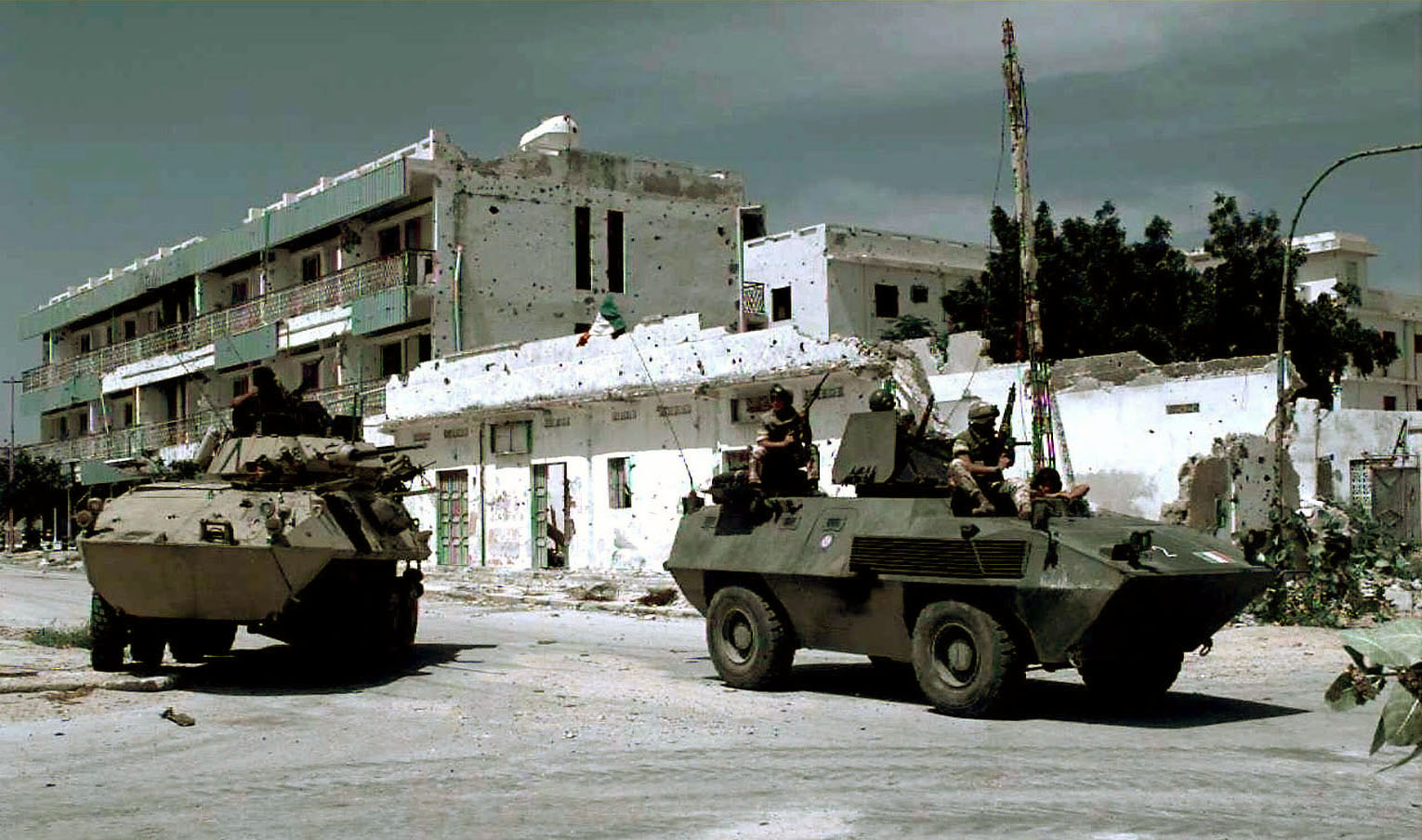
Un mezzo FIAT 6614 italiano (a destra) e un LAV-25 statunitense (a sinistra).

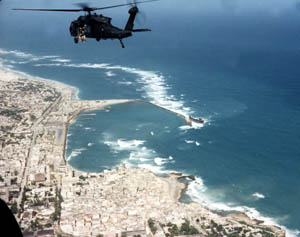
Un elicottero Black Hawk mentre sorvola la costa di Mogadiscio.

A causa della persistenza di condizioni di insicurezza nello svolgimento della missione umanitaria, il 3 dicembre 1992, con la risoluzione 794, il Consiglio di sicurezza delle Nazioni Unite approvò all'unanimità l'invio di una coalizione di forze di mantenimento della pace a guida statunitense, con il compito di garantire le condizioni per la consegna degli aiuti umanitari, autorizzando per la prima volta nella storia dell'ONU l'utilizzo di ogni mezzo necessario allo scopo, compreso il ricorso all'uso della forza (missione UNITAF). In ottemperanza ad essa, l'8 dicembre sbarcarono a Mogadiscio i primi marines americani della missione Restore Hope, e nei giorni seguenti giunsero anche i militari italiani al comando del generale Giampiero Rossi.

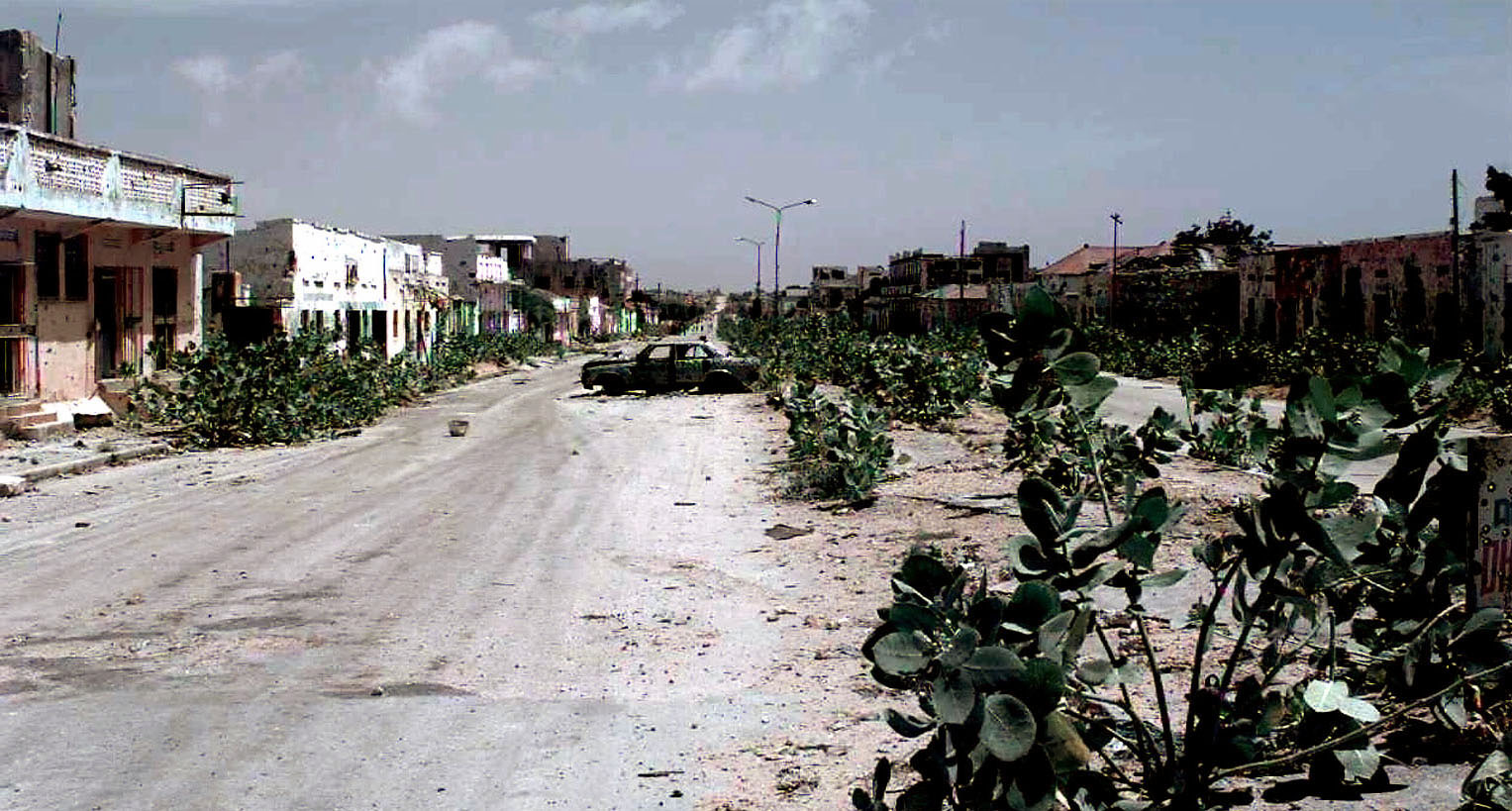
La linea verde, la strada che divideva l'area di influenza di Ali Madhi (a est), da quella di Aidid (a ovest). Corrispondeva, da nord a sud, a Via Mohammed Harbi (tangente a ovest dello Stadio); via Sinai e via janaral Daud.

Nel frattempo i due capi fazione a Mogadiscio, Aidid e Ali Madhi, si accordarono, alla presenza dell'ambasciatore somalo negli Stati Uniti, Abdulkadir Yahya Ali, su una divisione della capitale in due aree di influenza, che rimase però inattuato per il proseguire dei combattimenti fino ad un secondo accordo il 26 dicembre.
L'8 gennaio 1993, a seguito di una nuova tregua, le Nazioni Unite promossero l'avvio di una conferenza di pace, che si svolse tra il 15 e il 27 marzo ad Addis Abeba, presieduta dalla portavoce dell'ONU Lansana Kouyaté e con la mediazione del Presidente etiope Meles Zenawi, e si concluse con la firma di un accordo tra 15 capi fazione, tra cui Aidid e il rappresentante di Ali Mahdi, Mohamed Afrah Qanyare. Gli accordi prevedevano la creazione di un Consiglio nazionale di transizione formato da tre rappresentanti per ciascuna delle 18 regioni della Somalia, cinque seggi in rappresentanza di Mogadiscio e un membro per ogni fazione presente alla conferenza, oltre a Dipartimenti amministrativi centrali, Consigli regionali e consigli distrettuali.
L'accordo, tuttavia, si rivelò di difficile implementazione e nei mesi seguenti proseguirono gli scontri, mentre l'ONU riorganizzò le regole di ingaggio della missione UNITAF, che divenne nel marzo 1993 UNOSOM II.
Il 4 giugno 1993 si raggiunse un accordo per la regione del Mudugh con le forze del generale Aidid e il Fronte Democratico di Salvezza Somalo, che ritirarono le loro milizie dalla città di Gallacaio.
A Mogadiscio però proseguivano gli attacchi delle milizie del generale Aidid alle forze ONU, durante i quali il 5 giugno furono uccisi 23 Caschi blu pakistani.
Il 2 luglio, a seguito di un rastrellamento nel quartiere Haliwa di Mogadiscio, ebbe luogo la cosiddetta battaglia del pastificio in cui militari italiani furono assaliti da miliziani di Aidid, durante la quale 3 italiani furono uccisi e altri 20 feriti.
Il 12 luglio, le forze statunitensi bombardarono l'abitazione del miliziano Abdi Hassan Keybdid a Mogadiscio Sud, mentre vi si svolgeva una riunione dell'Alleanza Nazionale Somala, uccidendo anche 50 civili somali e causando la reazione della folla che linciò 4 giornalisti stranieri.

Aeroporto di Mogadiscio. Le salme dei parà italiani Rossano Visioli e Giorgio Righetti, uccisi in un agguato al porto della capitale somala nel settembre 1993, ricevono gli onori prima del rimpatrio.

In settembre altri due parà italiani caduti, nel corso dell'agguato al porto nuovo di Mogadiscio, da parte di cecchini somali.
Il 3 ottobre, nel corso di un'operazione statunitense denominata Gothic Serpent ebbe luogo la cosiddetta battaglia di Mogadiscio, che causò numerose perdite tra i civili, di centinaia di miliziani e la morte di 19 militari statunitensi con l'abbattimento di due elicotteri Black Hawk americani (episodio cui è ispirato il libro Black Hawk Down e l'omonimo film).
Nel gennaio 1994 si raggiunse un accordo tra i due sottoclan rivali Abgal e Habr Ghedir di Mogadiscio, che consentì la rimozione dei blocchi stradali lungo la "linea verde" che divideva la città. In marzo le truppe Usa, italiane, belghe e francesi si ritirarono dalla missione.
In seguito, con l'iniziativa di Chisimaio, si ottenne un accordo tra ciò che restava delle forze armate somale, Movimento Patriottico Somalo, Fronte Democratico di Salvezza Somalo e 99 clan delle regioni meridionali del Basso e Medio Giuba; infine, con la conferenza di Bardera, si risolse il conflitto per le risorse locali tra i clan Marehan e Rahanweyn, e tra i clan Digil e Mirifle nelle regioni meridionali di Bai e Bakool.
Il 3 marzo 1995 gli ultimi 8 000 Caschi blu, con l'Operazione United Shield furono evacuati dalla Somalia. In tre anni avevano subito molte perdite, senza essere riusciti a ristabilire l'ordine.

### La Somalia divisa
Dopo il ritiro della missione ONU, la guerra proseguì a minore intensità e a livello locale, mentre le fazioni principali si dedicarono a consolidare i risultati ottenuti, anche grazie alle iniziative locali riconciliazione nel centro e nel sud del Paese.
Il 15 giugno 1995, il generale Aidid si autoproclamò Presidente della Somalia, contestando il ruolo di Presidente ad interim di Ali Mahdi Muhammad, confermato alla conferenza di Gibuti e riconosciuto dalla comunità internazionale, e portò avanti la lotta per la sua egemonia nel sud, occupando in settembre la città di Baidoa e mantenendone il controllo fino al gennaio 1996, mentre la milizia locale Esercito di Resistenza Rahanweyn controllava la periferia della città.
I combattimenti proseguirono nel sud anche a Chisimaio e nella valle del Giuba, come anche nel sudovest e nel centro, mentre le regioni meridionali di Ghedo e del medio Uebi Scebeli, e quelle settentrionali del Puntland e del Somaliland, si mantennero relativamente in pace e le amministrazioni distrettuali istituite negli anni precedenti continuarono ad operare.
Un terzo potente signore della guerra, insediato nella zona della città di Merca, fu Osman Ali Atto, già alleato del generale Aidid, a cui contese il controllo dello strategico porto nel sud della città; gli scontri proseguirono anche a Mogadiscio.

### Gli accordi di pace del 1997
Nell'agosto 1996, il generale Aidid morì in seguito alle conseguenze del ferimento in scontri armati nel distretto di Wadajir contro miliziani di Ali Mahdi e di Atto.
A seguito di ciò, il processo di pace sembrò avviarsi a prendere forma con gli accordi di Nairobi, in ottobre, tra il presidente Ali Mahdi, il figlio del defunto generale Aidid, Hussein Farrah Aidid, e Ali Atto.
A novembre fu poi convocata una conferenza di pace a Sodere, in Etiopia, che proseguì fino al 3 gennaio 1997, nonostante il 13 dicembre precedente Hussein Aidid avesse ripreso le ostilità contro Ali Ato e Muse Sudi Yalahow, alleato di Ali Mahdi, per il controllo della zona di Mogadiscio sud, con scontri che causarono la morte di oltre cento persone, tra civili e miliziani.
La conferenza di Sodere terminò con una solenne dichiarazione al popolo somalo e alla comunità internazionale, e condusse alla formazione di un Consiglio di salvezza nazionale, rappresentativo delle varie cabile presenti nel Paese, costituito da 41 esponenti scelti proporzionalmente tra tutti i clan: 9 seggi a ciascuno dei quattro clan maggiori (Darod, Hauia, Issaq e Reewin), i restanti 5 agli altri gruppi. Altri 6 seggi furono in seguito assegnati al Movimento Nazionale Somalo, formato dai clan Issaq e Dir del Puntland, che non avevano preso parte ai lavori. Fu poi istituita una Commissione esecutiva nazionale formata da 11 membri, e presieduta da cinque: il Presidente uscente Ali Mahdi Muhammad, Osman Ali Ato, Aden Abdullahi Nur Gabyow, Abdullahi Yusuf Ahmed, Abdulkadir Muhammad Aden.
La costituzione di un governo nazionale provvisorio fu rinviata a una seconda conferenza, da tenersi a Bosaso, che non fu più convocata.
Hussein Aidid accusò l'Etiopia di interferire nelle questioni somale; il primo ministro etiope, Meles Zenawi, ribadì che la mediazione da lui offerta a Sodere rispondeva alle richieste prospettate dalle diverse fazioni in lotta.
Il 20 gennaio 1997 l'ambasciatore italiano in Somalia, Giuseppe Cassini, incontrò Ali Mahdi e Hussein Aidid al Ramadan Hotel a Mogadiscio, per smantellare la linea verde della città e cessare le ostilità per la grave emergenza umanitaria.
Il 18 maggio si tenne una nuova conferenza a Sana'a, in Yemen, tra Ali Mahdi, Hussein Aidid e Ali Ato. Il 29 luglio il sottosegretario agli Esteri Rino Serri giunse a Mogadiscio per incontrare separatamente i tre capi somali.
Dal 12 novembre al 22 dicembre 1997 si svolse una nuova conferenza di pace a Il Cairo, che condusse a un accordo di massima, sottoscritto da Ali Mahdi, Hussein Aidid e altri 26 capi fazione, per la costituzione di una Conferenza di riconciliazione nazionale di 464 delegati. A gennaio 1998, Ali Mahdi, Hussein Aidid e Ali Ato strinsero un accordo riguardante l'amministrazione della città di Mogadiscio, confermato a marzo.
La Conferenza di riconciliazione si sarebbe dovuta tenere a Baidoa il 15 febbraio 1998, ma fu rinviata al 15 maggio e di nuovo procrastinata, finché in giugno Ali Ato dichiarò il fallimento del processo di pace del Cairo, cui seguì un periodo di decentralizzazione del potere, caratterizzato da un ritorno ai costumi e alle leggi religiose e dall'insediamento di governi locali nelle regioni periferiche della Somalia.

### La decentralizzazione
Nel maggio 1998 si tenne la conferenza di Garoe, cui partecipò l'élite politica, economica, intellettuale e gli anziani (Issims) della regione nord-orientale del Puntland; la conferenza durò tre mesi, al termine della quale il Puntland si costituì come regione autonoma, per fornire alla popolazione sicurezza, servizi, facilitazioni nel commercio e nel dialogo con le controparti nazionali ed internazionali.
Il 3 settembre 1998 anche la regione sud-occidentale dell'Oltregiuba proclamò la propria indipendenza, con presidente Mohammed Said Hersi Morgan, cognato di Barre ed ex Ministro della Difesa durante il regime.
Anche le milizie dell'Esercito di Resistenza Rahanweyn, spalleggiate dalle truppe etiopi, proclamarono l'autonomia della Somalia sud-occidentale, con presidente il leader del gruppo, Hasan Muhammad Nur Shatigadud, mentre il portavoce del gruppo, Mohamed Ali Aden Qalinleh, si proclamò governatore della regione di Bai.
La costituzione di regioni autonome portò a un periodo di relativa calma negli anni 1997 e 1998, nei quali la Somalia fu rimossa dalla lista dei maggiori conflitti in corso del SIPRI, ma nel 1999 si verificò un nuovo intensificarsi delle ostilità, con centinaia di morti tra civili e miliziani; la crisi fu acuita da un'epidemia di colera nella regione di Bardera, con centinaia di vittime; in primavera Ali Mahdi si trasferì in Egitto.
In dicembre si giunse a un nuovo accordo per l'amministrazione della città di Mogadiscio, tra Hussein Aidid, Ali Ato, Mohamed Qanyare Afrah, Hussein Haji Bod e un rappresentante di Ali Mahdi, che fece ritorno in Somalia nel febbraio 2000; il porto e l'aeroporto di Mogadiscio furono riaperti, anche se la zona portuale fu in seguito occupata da alcune milizie del generale Aidid, comandate da Jama Mohamed Furuh.

## Il Governo di transizione (2000-2006)

### Il governo nazionale di transizione
Nell'agosto 2000 si tenne una nuova conferenza di pace a Gibuti tra più di 2000 capiclan somali, al termine della quale, il 13 agosto, venne istituito un Parlamento di 225 deputati e un Governo nazionale di transizione. Fu eletto presidente Abdiqasim Salad Hassan, già Ministro dell'Interno durante il regime di Barre, mentre Primo ministro sarebbe divenuto Ali Khalif Galaid. Alla conferenza prese parte anche Ali Madhi, che comunque aveva perso ogni effettiva influenza nel Paese. Le violenze tra clan e tra signori della guerra continuarono per tutto il periodo, e i cosiddetti "Movimenti di governo nazionale" mantennero un limitato controllo del Paese.

### Il governo federale di transizione
Nel 2004 i politici somali istituirono, a Nairobi, il Governo federale di transizione (GFT), sotto gli auspici dell'Autorità Intergovernativa per lo Sviluppo (IGAD); la situazione era ancora troppo instabile in Somalia perché la Convenzione potesse tenersi a Mogadiscio. Il processo portò anche alla creazione delle Istituzioni Federali Transitorie e si concluse nell'ottobre 2004 con l'elezione di Abdullahi Yusuf Ahmed come presidente. Il GFT divenne il governo somalo riconosciuto a livello internazionale.
Nella prima metà del 2005, emersero delle divergenze tra il primo ministro Ali Mohammed Ghedi ed il presidente del Parlamento Sharif Hassan Sheikh Adan su dove insediare il GFT. Ghedi preferiva Giohar mentre Adan era favorevole a Baidoa. In un tentativo di convincere il presidente Yusuf Ahmed, Adan insieme ad un gruppo di parlamentari e ministri visitarono Mogadiscio, per mobilitare il supporto da parte della comunità economica locale. I due leader, il presidente Yusuf Ahmed e membri del Parlamento, inoltre, si incontrarono in Kenya per trovare un compromesso. Allo stesso tempo, il GFT inviava delle delegazioni ufficiali nelle città di Giohar e Baidoa per verificare se fossero in grado di ospitare, temporaneamente, il quartier generale del GFT, prima di un'eventuale ricollocazione degli uffici governativi a Mogadiscio. Nel giugno-luglio 2005, il GFT istituiva una sede temporanea a Giohar, a causa della persistente insicurezza della capitale. Successivamente, all'inizio del 2006, il GFT spostava la sua sede temporanea a Baidoa.

## L'intervento dell'Etiopia (2006-2009)

### Affermazione dell'UCI e intervento etiope
Mentre il Governo federale di transizione, guidato dal presidente Yusuf Ahmed, tentava di insediarsi in Somalia con l'appoggio dell'Etiopia e degli Stati Uniti, i giudici delle corti islamiche locali si unirono nell'Unione delle corti islamiche (UCI), con l'obiettivo di conquistare il governo del Paese e di imporvi la Shari'a, aiutati dall'Eritrea e dalla rete internazionale del fondamentalismo islamico.
L'UCI entrò in possesso della capitale Mogadiscio nel giugno 2006 e di diversi territori meridionali dallo Giubaland alle frontiere del Puntland, in stato di guerra con il GFT, alleato dei governi autonomi di Puntland e Galmudug, l'ultimo dei quali nato precipuamente come argine politico al fondamentalismo islamico.
Nel dicembre 2006 l'Etiopia entrò militarmente nelle regioni somale di Ghedo e di Bai, per sostenere il GFT nella lotta contro l'ICU, che in risposta proclamò il Jihād contro l'Etiopia. Le forze etiopi occuparono in breve tempo Giohar, Mogadiscio, Gelib, Chisimaio e Ras Chiambone, portando alla dissoluzione dell'UCI e consentendo al GFT di insediarsi a Mogadiscio nel gennaio 2007.
Nel febbraio 2007, l'ONU decise di sospendere l'embargo sulle armi alla Somalia per permettere al GFT di ricostituire il proprio esercito nazionale, ed in marzo anche l'Unione africana inviò proprie truppe, iniziando la missione dell'Unione africana in Somalia (AMISOM).

### La nascita di Al-Shabaab
Tuttavia, anche se il GFT aveva ripreso possesso di Mogadiscio e della maggior parte del Sud del Paese, il fronte islamista proseguiva gli atti di guerriglia contro il governo e le forze etiopi, e le sue frange più radicali si riunirono in nuovi gruppi come Al-Shabaab. A marzo 2007 una coalizione di ribelli locali guidati da Al-Shabaab attaccò Mogadiscio, causando una violenta battaglia contro le truppe etiopi.
Nel corso del 2008, gli Al-Shabaab ottennero diverse vittorie militari ed il controllo di città-chiave nel centro-sud della Somalia, come Dinsor e Chisimaio, causando frustrazione tra i leader etiopi per la persistenza della ribellione e per i cronici problemi interni del GFT. Tra il 31 maggio ed il 9 giugno 2008, durante colloqui di pace a Gibuti, una parte del GFT, l'opposizione al presidente Yusuf Ahmed, si fuse con l'ala moderata dell'UCI nella coalizione dell'Alleanza per la Riliberazione della Somalia (ARS) in seguito a un accordo che prevedeva il ritiro delle truppe etiopi in cambio della fine delle ostilità. Dopo che i membri islamisti dell'ARS entrarono a far parte del Parlamento di Baidoa, il Presidente Yusuf, rimasto politicamente isolato, cercò di arginare l'avanzata islamista verso Mogadiscio col supporto del governo regionale autonomo del Puntland, ma infine il 29 dicembre 2008 annunciò al Parlamento di Baidoa le proprie dimissioni, lasciando la Presidenza del GFT ad interim al Presidente del Parlamento.

## Guerra contro gli islamisti (2009-presente)

### Ritiro etiope e stato di emergenza
Nel gennaio 2009 gli islamisti ottennero il completo ritiro delle truppe etiopi, e l'elezione dell'ex-leader delle UCI, Sharif Sheikh Ahmed, come nuovo presidente del GFT. Nel febbraio 2009 la nuova coalizione si insediò al governo a Mogadiscio, dando il via ad un'operazione congiunta contro i gruppi radicali di Al-Shabaab e Hizbul Islam da parte delle forze somale, di quelle dell'AMISOM, di quelle della parte moderata dell'ICU confluita nell'ARS, e della milizia sufi Ahlu Sunna Waljama'a. Gli estremisti islamici risposero con attentati terroristici kamikaze contro il governo, per costringerlo ad adottare la Shari'a, avanzando militarmente verso Mogadiscio, che fu raggiunta il 25 maggio; il 6 giugno il fronte si estese a Wabho, mentre si contavano ormai centinaia di vittime. Il 22 giugno, il presidente Sharif Sheikh Ahmed, assediato a Mogadiscio, dichiarò lo stato di emergenza e lanciò un appello internazionale. Le forze etiopi si mantennero operative, mentre si verificarono anche scontri interni tra Al-Shabaab e Hizbul Islam. Il governo risiedeva in una piccola parte di Mogadiscio, controllata dalle forze dell'Unione africana; in giugno un attentato terroristico uccise il Ministro della Sicurezza Homar Hashi Aden, mentre il 3 dicembre 2009 un altro attentato terroristico uccise 5 Ministri del governo ed altre 19 persone, prevalentemente studenti, ad opera di un kamikaze che si fece esplodere durante una festa di laurea all'Università di Mogadiscio. Il governo accusò dell'attentato l'organizzazione Al-Shabaab, che tuttavia negò la propria responsabilità. Il governo rimase accerchiato a Mogadiscio anche nei mesi seguenti. Il 23 agosto 2010 milizie di Al-Shabaab irruppero nell'hotel frequentato dai deputati e fucilarono 4 parlamentari ed altre 29 persone; nei giorni seguenti, i miliziani raggiunsero il palazzo presidenziale, costringendo il Presidente Sharif Ahmed ad abbandonare la capitale, mentre molti deputati e ministri si erano già da tempo stabiliti a Nairobi. In tale occasione il parlamentare di maggioranza Sharif Said annunciò come imminente la fine del GFT. A novembre venne comunque insediato un governo tecnico, che portò avanti diverse riforme, come il pagamento dei soldati e l'esecuzione di un registro biometrico delle forze di sicurezza. Nell'estate 2011, a causa di una carestia che interessò tutta la Somalia, gli Al-Shabaab si ritirarono da Mogadiscio, consentendo la controffensiva del GFT nell'ottobre 2011, con un'operazione coordinata tra Forze armate somale e keniote contro gli Al-Shabaab, guidata ufficialmente dall'esercito somalo.

### Fine del periodo di transizione
Il 1º agosto 2012 fu approvata la Costituzione della Repubblica Federale di Somalia, che subentrò al GFT. Le elezioni presidenziali portarono alla vittoria di Hassan Sheikh Mohamud. La guerra agli Al-Shabaab è proseguita anche sotto la sua presidenza. Tra la fine di settembre e l'inizio di ottobre 2012, le truppe somale e quelle di peacekeeping dell'AMISOM riconquistarono agli Al-Shabaab la città strategica di Chisimaio, loro ultima roccaforte, il cui centro abitato rappresentava una delle maggiori fonti di reddito per l'organizzazione.
Nel novembre 2012, secondo quanto dichiarato dall'Inviata speciale ONU per la Somalia Augustine Mahiga, circa l'85% dei territori contesi era ormai sotto il controllo del governo somalo, tuttavia il ritiro delle truppe AMISOM sarebbe avvenuto soltanto una volta che le forze di sicurezza e di polizia somale avessero raggiunto un adeguato livello di preparazione.

### La guerriglia islamista
Nel dicembre 2013, intanto, il premier Shirdon fu sfiduciato dal Parlamento somalo, e al suo posto fu eletto Abdiweli Sheikh Ahmed.
Nel 2014 con una risoluzione ONU si autorizzò l'ampliamento dell'organico dell'AMISOM con altre 4 000 unità, consentendo, accanto ai contingenti già in essere di Gibuti, Burundi, Sierra Leone, Kenya e Uganda, la formazione di un sesto contingente dell'Etiopia, che ebbe la responsabilità delle operazioni nelle regioni meridionali.
In marzo le forze di sicurezza somale e quelle dell'AMISOM lanciarono un'intensa operazione militare contro gli Al-Shabaab nella Somalia meridionale, conquistando dieci città tra cui Rab Dhure, Hudur, Wajid, Burdhbo, Coriolei ed El Bur e attuando nei territori liberati interventi di supporto all'amministrazione locale e alla sicurezza, dislocando in ciascuna città un vice ministro e dei religiosi per coordinare e supervisionare le iniziative del governo. A fine agosto, dopo una seconda operazione militare la grande maggioranza delle città somale erano ormai sotto controllo dell'esercito somalo e delle forze alleate.
Il 1º settembre 2014 un drone statunitense uccise Moktar Ali Zubeyr, leader dell'organizzazione Al-Shabaab.
Dal giugno 2015 ripresero gli attacchi degli islamisti contro basi militari somale e della coalizione africana, proseguiti nel 2016 con raid mirati e attentati.
L'8 febbraio 2017 fu eletto presidente della Repubblica Mohamed Abdullahi Mohamed, il quale nominò il 1º marzo Hassan Ali Khayrecome Primo Ministro. Il 30 marzo 2017, il presidente statunitense Donald Trump firmò un decreto per dichiarare la Somalia "area di ostilità attive", autorizzando così il Comando militare degli Stati Uniti in Africa (AFRICOM) ad eseguire operazioni di antiterrorismo con minore tutela verso i civili.
I raid aerei statunitensi contribuirono a ridurre la capacità di Al-Shabaab di condurre nuovi attacchi, anche se un attentato il 17 ottobre a Mogadiscio, provocò oltre 300 vittime civili.
Quando il mandato del presidente Mohamed Abdullahi Mohamed è scaduto nel febbraio 2021, non erano state fissate le date per l'elezione di un successore e successivamente sono scoppiati i combattimenti a Mogadiscio. Questi combattimenti sono continuati fino a maggio 2021, quando il governo e l'opposizione hanno deciso di tenere le elezioni entro 60 giorni, poi effettivamente svolte il 15 maggio 2022, con Hassan Sheikh Mohamud dichiarato nuovo presidente in una pacifica transizione di potere.
L'AMISOM è stato sostituito il 1º aprile 2022 dalla Missione di transizione dell'Unione Africana in Somalia (African Union Transition Mission in Somalia), in acronimo ATMIS.